# Gymnadenia borealis
Gymnadenia borealis (лат.) — вид многолетних растений рода Кокушник (Gymnadenia) семейства Орхидные (Orchidaceae).

## Ботаническое описание
Окрас цветков варьируется от тёмно-розового до фиолетового. Губа около 3,5—5 мм длиной, слегка лопастная. Шпорец достигает 8—15 мм в длину. Имеет гвоздичный аромат. Клубень пальчатый. Опыление происходит посредством анемохории. Геофит.

## Распространение
Ареал G. borealis включает в себя регионы Британских островов — в частности, Северная Англия и Шотландия, однако популяции растения были наблюдены в Уэльсе, Юго-западной Англии (Девон и Корнуолл), а также Нью-Форесте (Гэмпшир). По некоторым сведениям также встречается в Норвегии, Швеции и Германии.

## Экология
Встречается в местных травянистых сообществах, низинных болотах, лугах, заболоченных понижениях между дюн и кустарниковых зарослях. На юге Британии распространён в пустошах. Растёт на высоте 0—2800 м в небольших популяциях 50—100 цветущих особей. Период цветения — с мая по август. Предпочитает кислые, известковые грунты. 

### Угрозы
Несмотря на то, что вид G. borealis малоизучен, к известным угрозам для него и его среды обитания относятся чрезмерный выпас лугов, сельское хозяйство, урбанизация и туризм.

### Охранные меры
Все виды орхидей включены в Приложение II СИТЕС. В Красной книге Великобритании G. borealis классифицирован как вызывающий наименьшие опасения (англ. Least Concern).